# Abascal
Abascal, jedna od brojnih rancherija Diegueño Indijanaca koja se nalazila blizu današnjeg grada San Diega u kalifornijskom San Diego. Spominje ju kalifornijski naseljenik i vojnik Ortega (1795) a citira ga Bancroft u Hist. cal. I, 253, 1886.
Ime se javlja i u obkicima Abuscal i Aguscal.